# Manica rubida
Manica rubida är en myrart som först beskrevs av Pierre André Latreille 1802.  Manica rubida ingår i släktet Manica och familjen myror. Inga underarter finns listade i Catalogue of Life.

## Bildgalleri

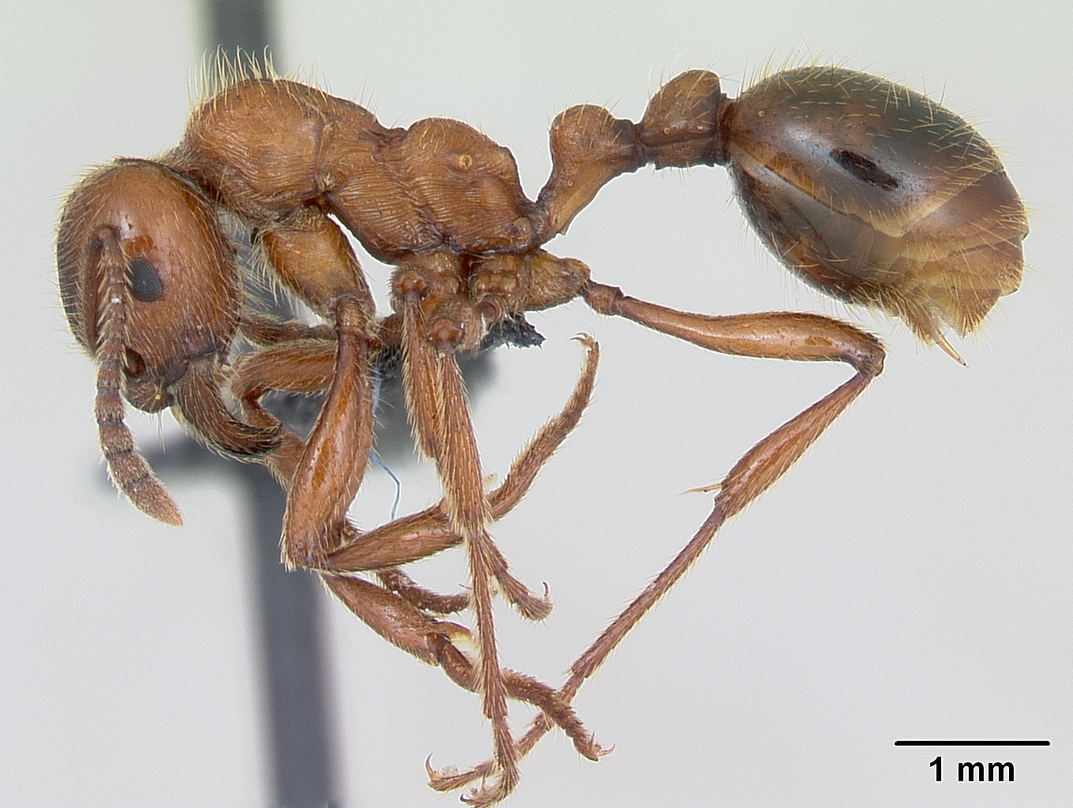
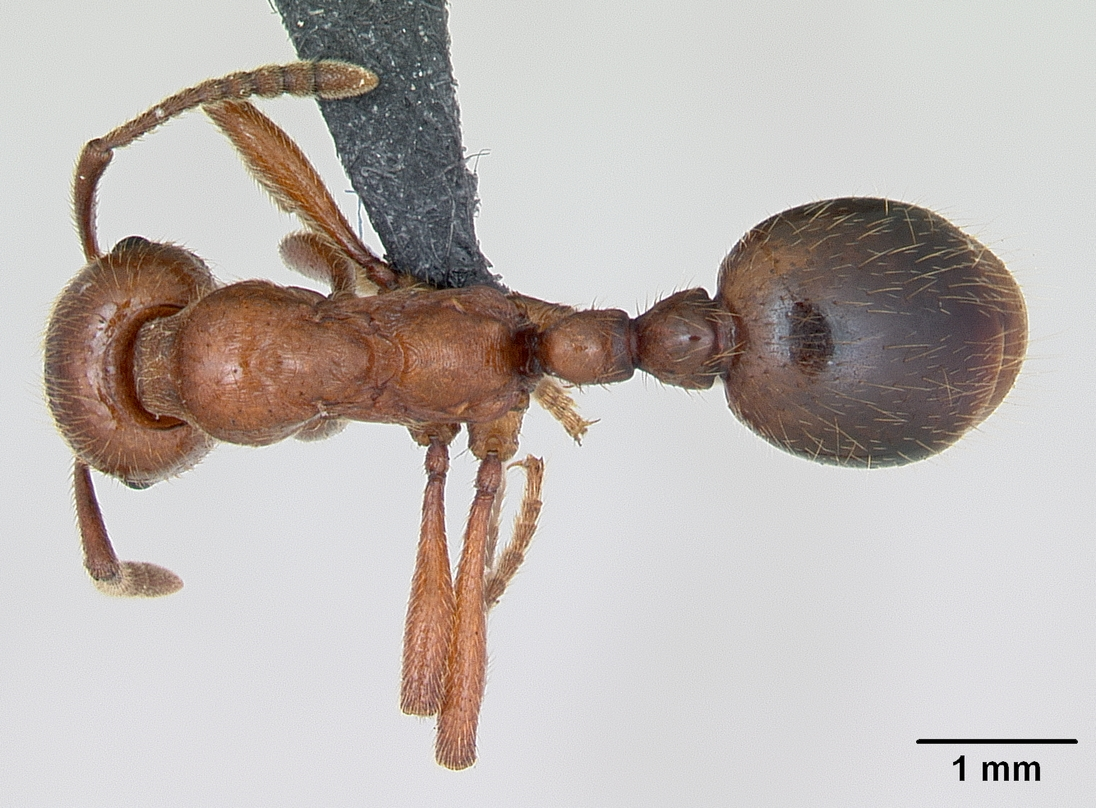
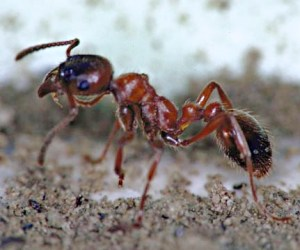
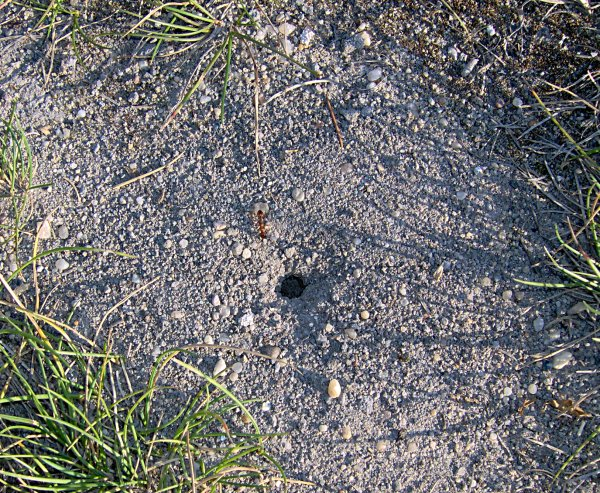